# Футбол на Гоцо
Змагання з футболу на острові Гоцо (Гозо), що входить до складу острівної держави Мальта, проводяться під егідою Футбольної асоціації Гоцо.
На острові, на якому проживає близько 30 тисяч проводяться футбольні змагання у двох лігах, інші команди змагаються у різних лігах Мальти. У 2016 році стартував 69-й чемпіонат острова. Також жіночі команди з острова беруть участь у першості Мальти

## Збірна Гоцо
Збі́рна Гоцо з футбо́лу — офіційна футбольна острова Гоцо, який входить до складу Мальти. За збірну грають гравці, які виступають в Чемпіонаті Гоцо. Його організатором є Футбольна асоціація Гозо. Збірна Гоцо не є афілійованим членом ФІФА або УЄФА, тому команда не бере участі в чемпіонатах світу чи Європи. Замість цього збірна перебуває в NF-Board, що організовує матчі невизнаних футбольних збірних.

### Історія
Перший матч збірна провела 3 червня 1997 року проти збірної Мальти, яку несподівано обіграла з рахунком 4-3. В подальшому збірна проводила товариські матчі.
2009 року збірна взяла участь в турнірі VIVA World Cup 2009 — чемпіонаті для невизнаних збірних, на якому зайняла останнє шосте місце. Наступного року збірна стала господарем VIVA World Cup 2010, проте знову не змогла конкурувати з іншими збірними, здобувши п'яте місце.

### Стадіон
Збірна проводить свої матчі стадіоні Гоцо, який побудований у 1995 році, і вміщує 4000 глядачів. На цьому ж стадіоні проводяться ігри юнацьких команд Європи

## Участь у Кубку Регіонів УЄФА
На острові регулярно проходять попередні ігри Кубку Регіонів УЄФА за участю команди Гоцо. Серед чотирьох команд вона займала друге місце (2012), третє (2014) та четверте (2016)